# BMW・Rシリーズ
BMW・RシリーズはBMWが製造販売しているオートバイの車種である。

## 概要
1923年にBMWが造った初のオートバイである「R32」から現在まで続く息の長いシリーズである。途中で各部を変更されながら生産されてきたため、非常に多数のバリエーションが存在する。
エンジンは空冷水平対向2気筒エンジン（フラットツイン）、駆動伝達はシャフトドライブが基本である。このエンジンは、車体の左右にシリンダーが突き出すという、オートバイとしては特異な外観が特徴である。2010年からはシリンダーヘッドがDOHC化されたものが一部モデルに搭載されている。過去には単気筒モデルも存在した。

## モデル一覧

### 第二次世界大戦終了まで

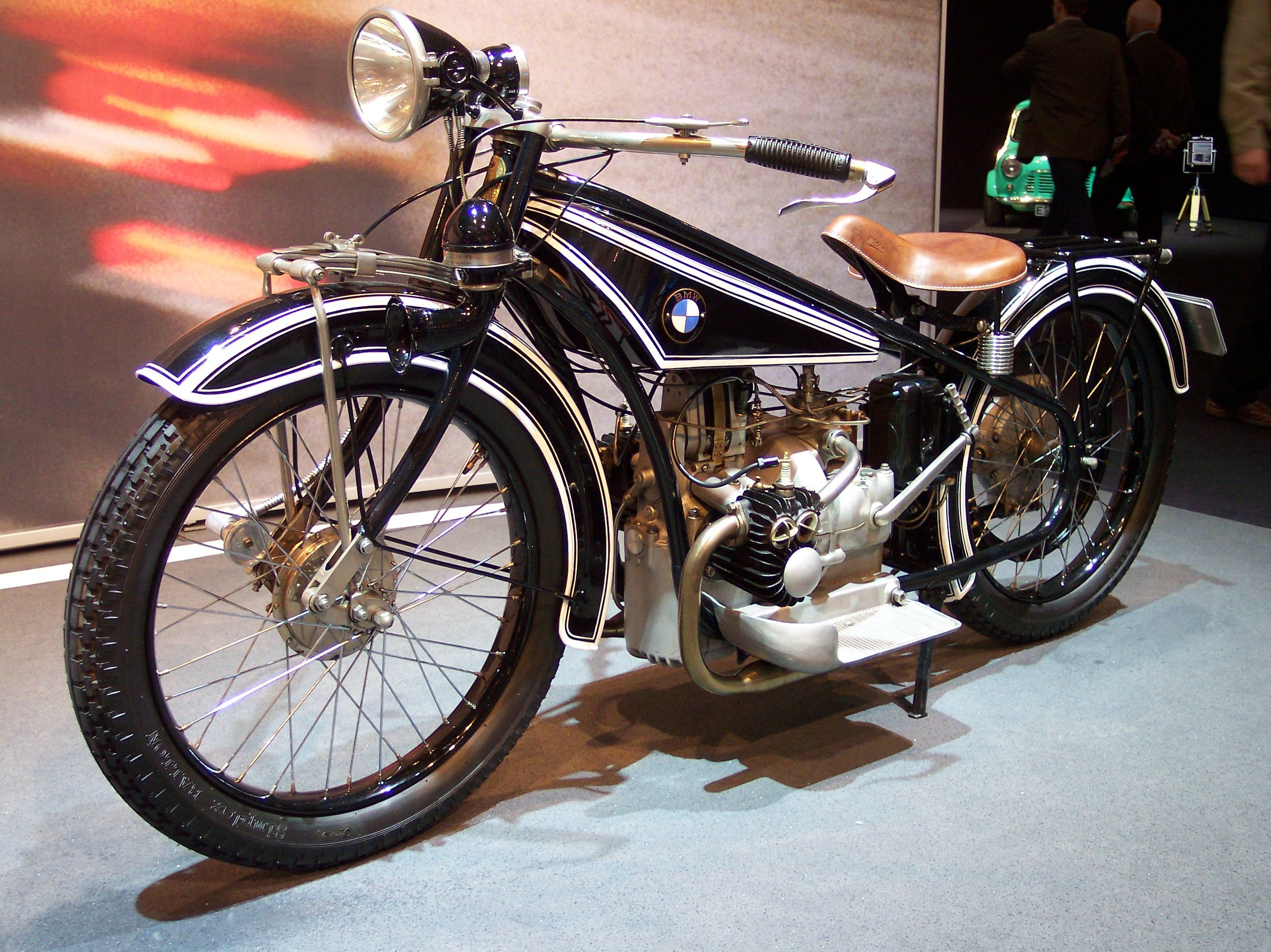
R32

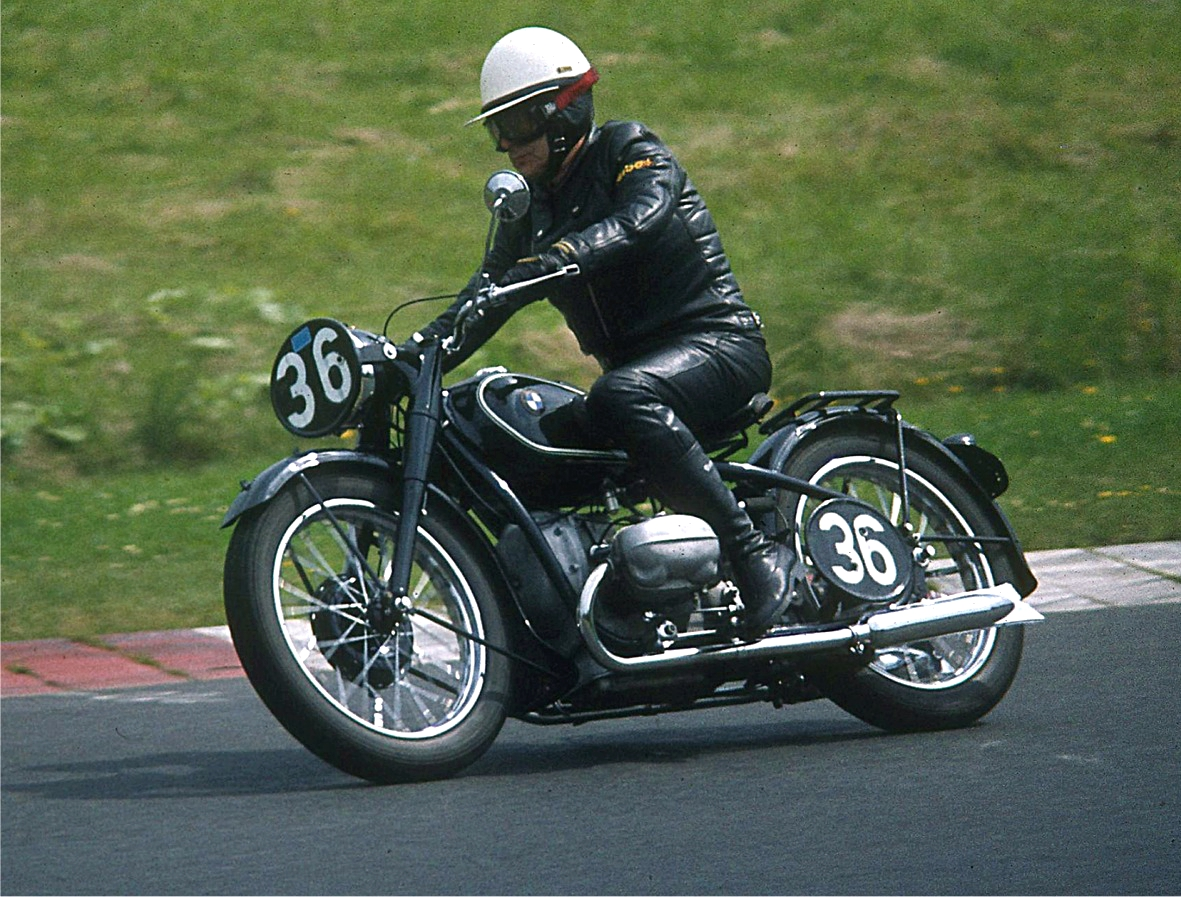
R5

- R32（1923年-1926年） - BMWが最初に発売した自動二輪車。水平対向2気筒エンジン（フラットツイン）は現在まで続くBMW製自動二輪車の代表的レイアウトとなった。空冷サイドバルブ、内径φ68mm×行程68mmの494cc、8.5馬力/3,300rpm。キャブレターはツーレバーφ22mm。トランスミッションは3速。当初はリアのバンドブレーキのみであったが後期型はフロントにドラムブレーキが追加された。
- R37（1925年-1926年） - BMW初のレーサー。BMW最初のOHVエンジン。ツインキャブレター化したM2B36エンジンで494cc。16馬力/4,000rpm。リアブレーキはカルダン式。
- R39（1925年-1926年） - BMW最初の単気筒。M2B36エンジンを半分にした構成の247cc。空冷OHV、内径φ68mm×行程68mm、6.5馬力/4,000rpm。キャブレターはツーレバーφ20mm。
- R42（1926年-1928年） - R32の後継。ヘッドがシリンダーと別体化され、バルブ大型化で12馬力/3,400rpm。
- R47（1927年-1928年） - 一般車がR32からR42に進化したことに伴いR37から進化したレーサー。バンク角を確保するためヘッド下側はカットされた独特の形状となっている。
- R52（1928年-1929年）
- R57（1928年-1930年） - 空冷OHV2気筒、内径φ68mm×行程68mmの494cc、18馬力/4,000rpm。キャブレターはツーレバーφ22mm。
- R62（1928年-1929年） - BMW初の750cc。M56エンジンで、空冷サイドバルブV2気筒、内径φ78mm×行程78mmの745cc、18馬力/3400rpm。
- R63（1928年-1929年） - R62をOHV化したモデル。
- R11（1929年-1934年） - プレスによる「スターフレーム」を採用した実用車。
- R16（1929年-1934年） - 空冷OHV2気筒、内径φ83mm×行程68mmの735cc。キャブレターはスリージェットφ26mm。初期型は25馬力/4,000rpm、1932年にツインキャブ化等改良が加えられ33馬力となった。
- R2（1931年-1936年） - 「スターフレーム」。空冷OHV単気筒、内径φ63mm×行程64mmの198cc。キャブレターはニードルジェットφ19mm。初期型は6馬力/3,500rpm、1934年に8馬力/4500にパワーアップした。
- R4（1932年-1937年）
- R12（1935年-1942年） - フロントサスペンションに世界で初めてテレスコピックフォークを採用したモデル。空冷サイドバルブ2気筒、内径φ78mm×行程78mmの745cc。18馬力/3,400rpm。キャブレターはスリージェットφ25mm。
- R17（1935年-1937年） - 「スターフレーム」。内径φ83mm×行程68mmの735cc。33馬力/5,000rpm。
- R3（1936年）
- R5（1936年-1937年） - パイプフレームに戻されたが、スターフレームになる前の真円パイプではなく楕円パイプを採用している。空冷OHV2気筒、内径φ68mm×行程68mmの494cc。24馬力/5,800rpm。キャブレターはツインアマルφ22mm。
- R6（1937年）
- R35（1937年-1940年） - 空冷OHV2気筒、内径φ72mm×行程84mmの342cc。14馬力/4,500rpm。キャブレターはスリージェットφ22mm。
- R20（1937年-1938年）
- R23（1938年-1940年）
- R51（1938年-1940年）
- R66（1938年-1941年） - 空冷OHV2気筒、内径φ70mm×行程78mmの597cc。30馬力/5,300rpm。キャブレターはツインアマルφ24mm。
- R61（1938年-1941年）
- R71（1938年-1941年） - 空冷サイドバルブ2気筒、内径φ78mm×行程78mmの745cc。22馬力/4,600rpm。キャブレターはφ24mm。
- 500KOMPRESSOR（1939年） - コンプレッサー＝スーパーチャージャーを装着したレーサーモデル。
- R75（1941年-1944年） - 側車駆動式軍用サイドカー。空冷OHV2気筒、内径φ78mm×行程78mmの745cc。26馬力/4,000rpm。キャブレターはφ24mm。

### 第二次世界大戦終了後のミュンヘン生産モデル

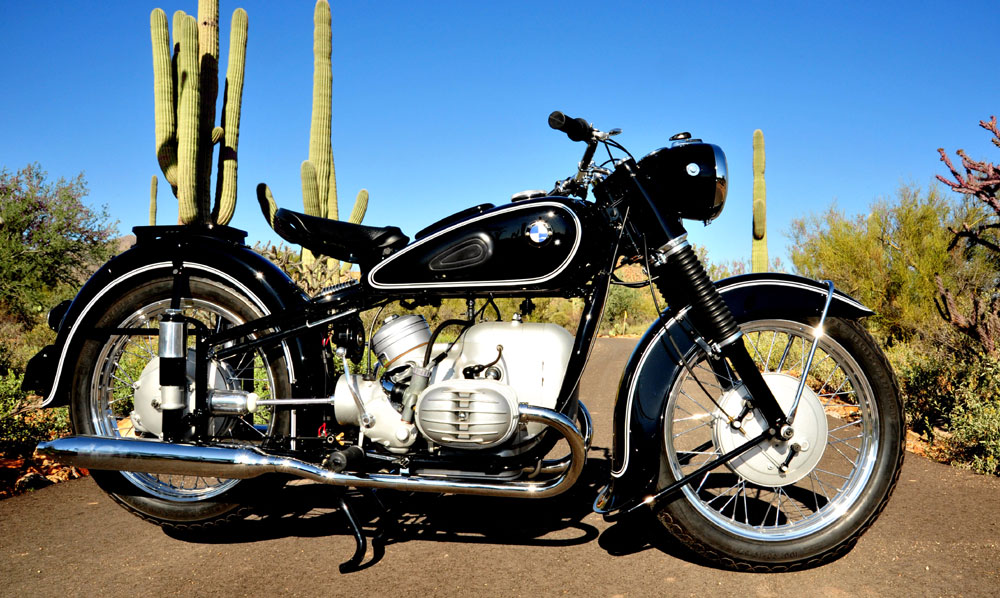
R51/3

戦後しばらくBMWは自動二輪車の生産を禁止された。生産許可は1949年に250cc、1950年にやっと500ccまで拡大された。
- R24（1949年-1950年） - 戦後復興期最初の生産車。戦前の設計であるR23をベースとしているものの、戦時中の軍用モデルR75のヘッドを使用しつつ、トランスミッションを4速化するなど改良し、国民車的なヒットモデルとなる。空冷OHV単気筒、内径φ68mm×行程68mmの247cc。12馬力/5,600rpm。キャブレターはビング製φ22mm。
- R51/2（1950年-1951年） - 生産統制が完全に解かれた戦後初のフラットツイン復活モデル。しかしその実は、戦前のR51をベースに、シリンダーヘッドをR25と共用した間に合わせ的な内容であった。空冷OHV2気筒、内径φ68mm×行程68mmの494cc。24馬力/5,800rpm。キャブレターはビング製。
- R25（1950年-1951年） - リアサスペンションに単気筒ではBMW初となるプランジャー式を採用。同時期発売のR51/2が、戦前設計のR51をベースにしていたのに対し、R25は、運動性と生産性を両立させたニューフレームをいち早く導入し好評を博した。空冷OHV単気筒、内径φ68mm×行程68mmの247cc。12馬力/5,600rpm。キャブレターはビング製φ22mm。
- R51/3（1951年-1954年）
- R25/2（1951年-1953年）
- R67（1951年）
- R68（1952年-1954年） - R67の高性能版。BMW量産車初のスポーツモデル。空冷OHV2気筒、内径φ72mm×行程73mmの594cc。35馬力/7,000rpm。キャブレターはビング製φ26mm。
- R67/2（1952年-1954年）
- R25/3（1953年-1956年） - フロントテレスコピックフォークをバネ式から今日的なハイドロリックアブソーバーに変更。47,700台の好セールスを記録。空冷OHV単気筒、内径φ68mm×行程68mmの247cc。13馬力/5,800rpm。キャブレターはビング製φ24mm。
- R67/3（1955年-1956年） - 空冷OHV2気筒、内径φ72mm×行程73mmの594cc。28馬力/5,600rpm。キャブレターはビング製。
- R50（1955年-1960年） - フロントにアールズフォーク、リアにスイングアームを採用。新設計のフレームや高品質のエンジンとも相まって、快適性と高速安定性が格段に向上した。アールズフォークを採用したこの一連のモデル(R50、R69、R60、R26、R60/2、R50S、R69S、R27)は、特に「アールズタイプ」、又は「アールズＢＭＷ」と称され、今日でもＢＭＷの最高傑作としてマニア垂涎の的となっている。空冷OHV2気筒、内径φ68mm×行程68mmの494cc。26馬力/5,800rpm。キャブレターはビング製φ24mm。
- R69（1955年-1960年） - アールズタイプ。R68の後継モデル。手動進角付のマニア向け高速モデル。空冷OHV2気筒、内径φ72mm×行程73mmの594cc。35馬力/6,800rpm。キャブレターはビング製φ26mm。
- R60（1956年-1960年） - アールズタイプ。空冷OHV2気筒、内径φ72mm×行程73mmの594cc。28馬力/5,600rpm。キャブレターはビング製φ24mm。
- R26（1956年-1960年） - アールズタイプ。空冷OHV単気筒、内径φ68mm×行程68mmの247cc。15馬力/6,400rpm。キャブレターはビング製φ26mm。
- R60/2（1960年-1969年） - アールズタイプ。空冷OHV2気筒、内径φ72mm×行程73mmの594cc。30馬力/5,800rpm。キャブレターはビング製φ24mm。
- R50S（1960年-1962年） - アールズタイプ。R50の高性能版。世界初の油圧式ステアリングダンパー装備。空冷OHV2気筒、内径φ68mm×行程68mmの494cc。35馬力/7,650rpm。キャブレターはビング製φ26mm。
- R69S（1960年-1969年） - アールズタイプ。R69の高性能版。空冷OHV2気筒、内径φ72mm×行程73mmの594cc。42馬力/7,000rpm。キャブレターはビング製φ26mm。尚、北米市場への輸出向けとして、フロントフォークをテレスコピックフォークに取り替えた仕様もR69USとして販売された。
- R27（1960年-1966年） - アールズタイプ。R26の改良版。エンジン搭載方式にBMW二輪初のラバーダンパーによるフローティングマウント方式を採用。BMW最後の250cc単気筒。空冷OHV、内径φ68mm×行程68mmの247cc。18馬力/7,400rpm。キャブレターはビング製φ26mm。

### 近代Rシリーズ

#### /5シリーズ

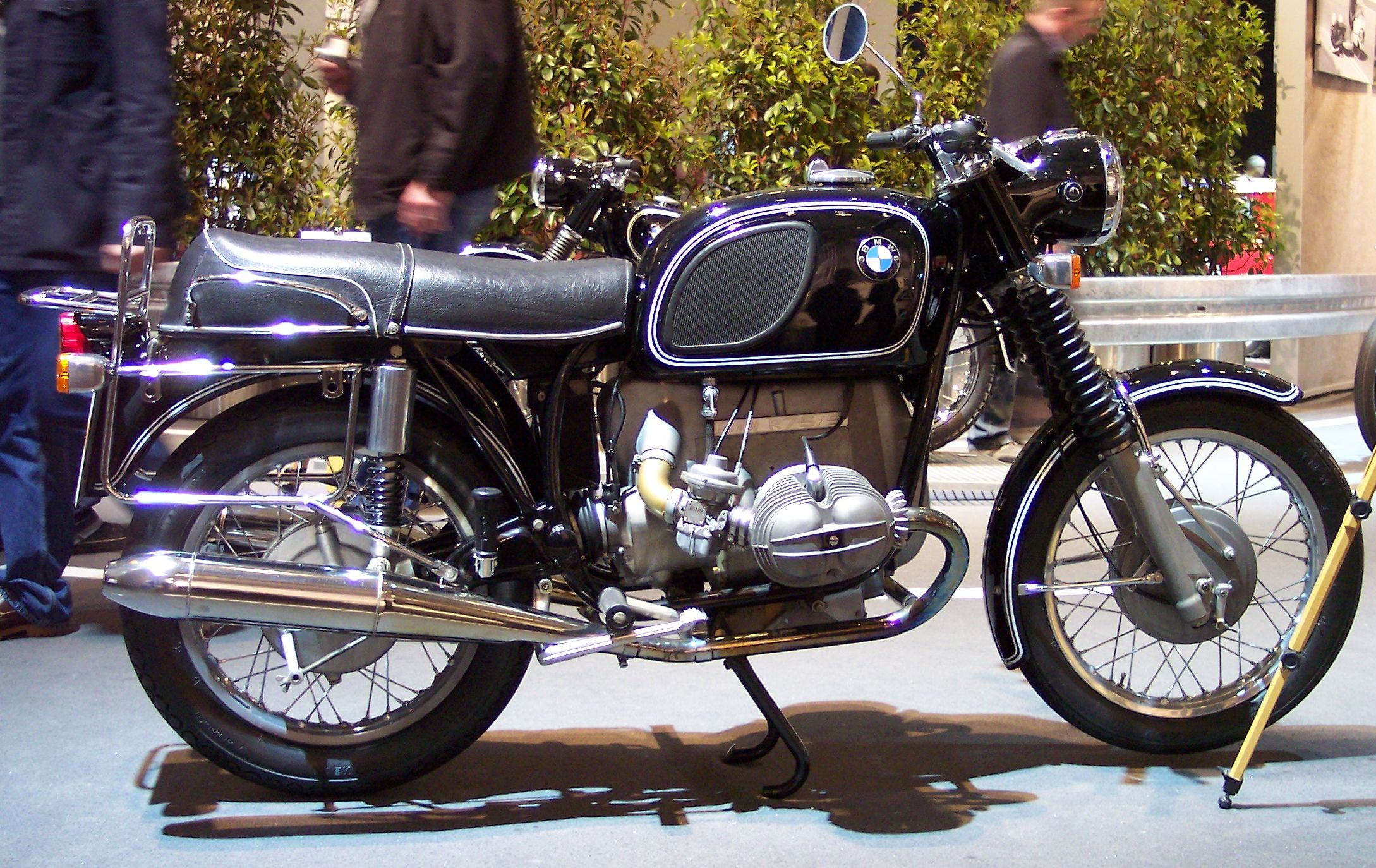
R75/5

日本車の台頭に対抗するためにシリーズでストロークを共通化、コンロッドを四輪車1.8リットルモデルと共通とするなど合理化が図られた247型エンジンを採用した。
- R75/5（1969年-1973年） - 内径φ82mm×行程70.6mmの746cc。50馬力/6,200rpm。キャブレターはビング製CVsφ32mm。
- R60/5（1969年-1973年） - 内径φ73.5mm×行程70.6mmの599cc。40馬力/6,400rpm。
- R50/5（1968年-1973年） - 内径φ67mm×行程70.6mmの498cc。32馬力/6,400rpm。

#### /6シリーズ

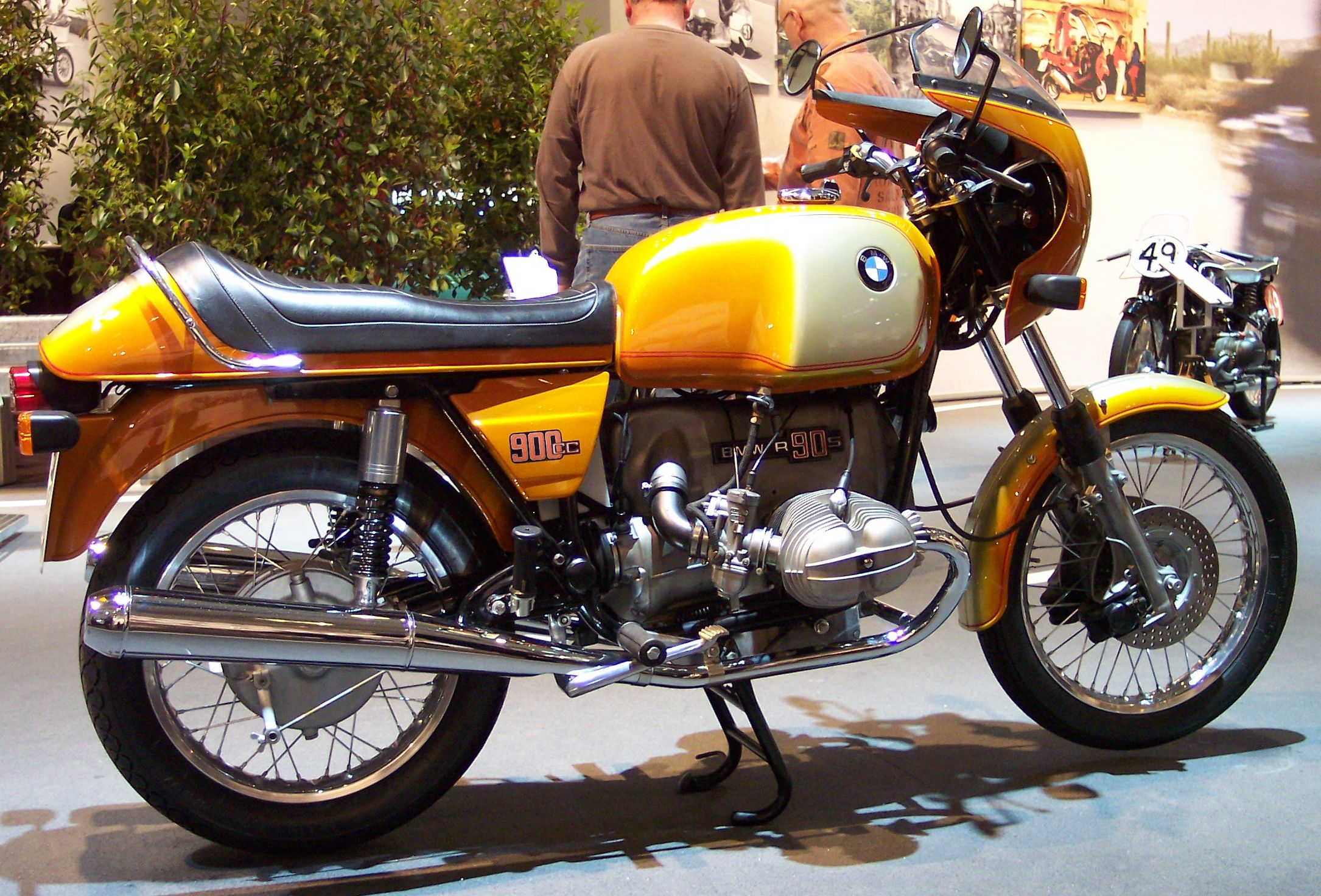
R90S

ディスクブレーキを採用した。トランスミッションは5速化された。後期型からはブレーキディスクに溝が切られた。
- R90/6（1973年-1976年）
- R90S（1973年-1976年） - フロントブレーキがダブルディスク化された。特徴的なビキニカウルを装着した。内径φ90mm×行程70.6mmの898cc。67馬力/7,000rpm。キャブレターはデロルト製φ38mm。
- R60/6（1973年-1976年）
- R75/6（1973年-1976年） - 内径φ82mm×行程70.6mmの746cc。50馬力/6,200rpm。

#### /7シリーズ
- R60/7（1976年発売） - 内径φ73.5mm×行程70.6mmの599cc。40馬力/6,400rpm。
- R75/7（1976年発売） - 内径φ83mm×行程70.6mmの746cc。50馬力/6,200rpm。
- R100/7（1976年発売） - 内径φ94mm×行程70.6mmの980cc。60馬力/6,500rpm。
- R80/7 - R75/7の後継。
- R100S（1976年発売） - 内径φ94mm×行程70.6mmの980cc。65馬力/6,600rpm。

#### /8シリーズ

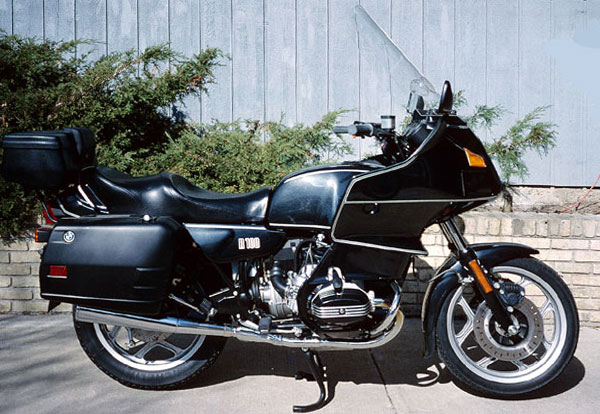
R100RT

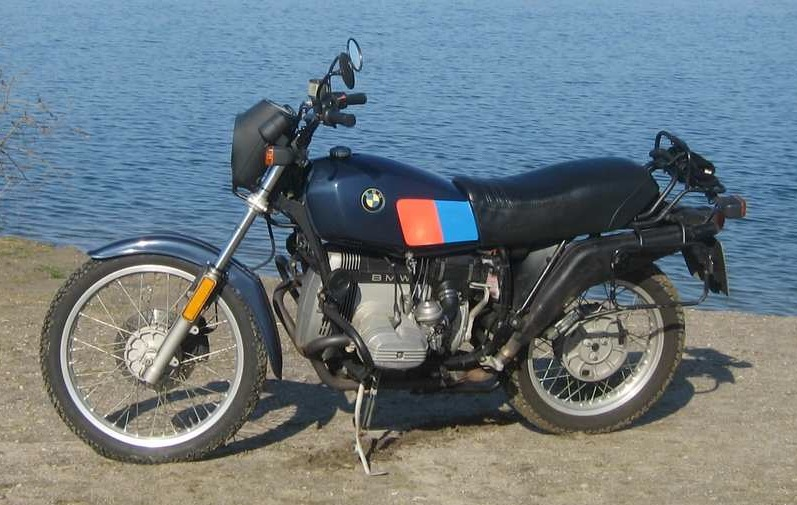
R80G/S

- R100RS（1976年発売） - 世界で初めてフルカウルを装備した。内径φ94mm×行程70.6mmの980cc。70馬力/7,250rpm。キャブレターはビング製CVsφ40mm。
- R45（1978年発売） - 内径φ70mm×行程61.5mm。27馬力/7,250rpm。キャブレターはビング製CVsφ32mm。
- R65（1978年発売） - 内径φ82mm×行程61.5mm。45馬力/7250rpm、1980年には50馬力/7,250rpmにパワーアップされた。キャブレターはビング製CVsφ32mm。
- R100RT（1978年発売） - ツーリングモデル。キャブレターはビング製。
- R100T（1978年発売） - ネイキッドモデル。
- R80G/S（1980年発売） - G/Sはゲレンデ・シュポルトの略でデュアルパーパスモデル。内径φ84.8mm×行程70.6mmの798cc。50馬力/6,500rpm。キャブレターはビング製。
- R100CS（1980年発売） - ビキニカウルを装着したモデル。内径φ94mm×行程70.6mmの980cc。70馬力/7,000rpm。キャブレターはビング製。
- R65LS（1981年発売） - ハンス・ムートがデザインしたモデル。特徴的なビキニカウルを装備している。
- R100（1981年発売） - ネイキッドモデル。R100Tの点火システムを変更、サスペンションセッティングを若干変更した小変更モデル。
- R80ST（1982年発売） - R80G/Sのストリート版。内径φ82mm×行程70.6mmの797cc。50馬力/6,500rpm、6.0kgm/3,500rpm。キャブレターはビング製。
- R80G/Sパリダカール（1984年発売） - 限定生産。

### 復活Rシリーズ

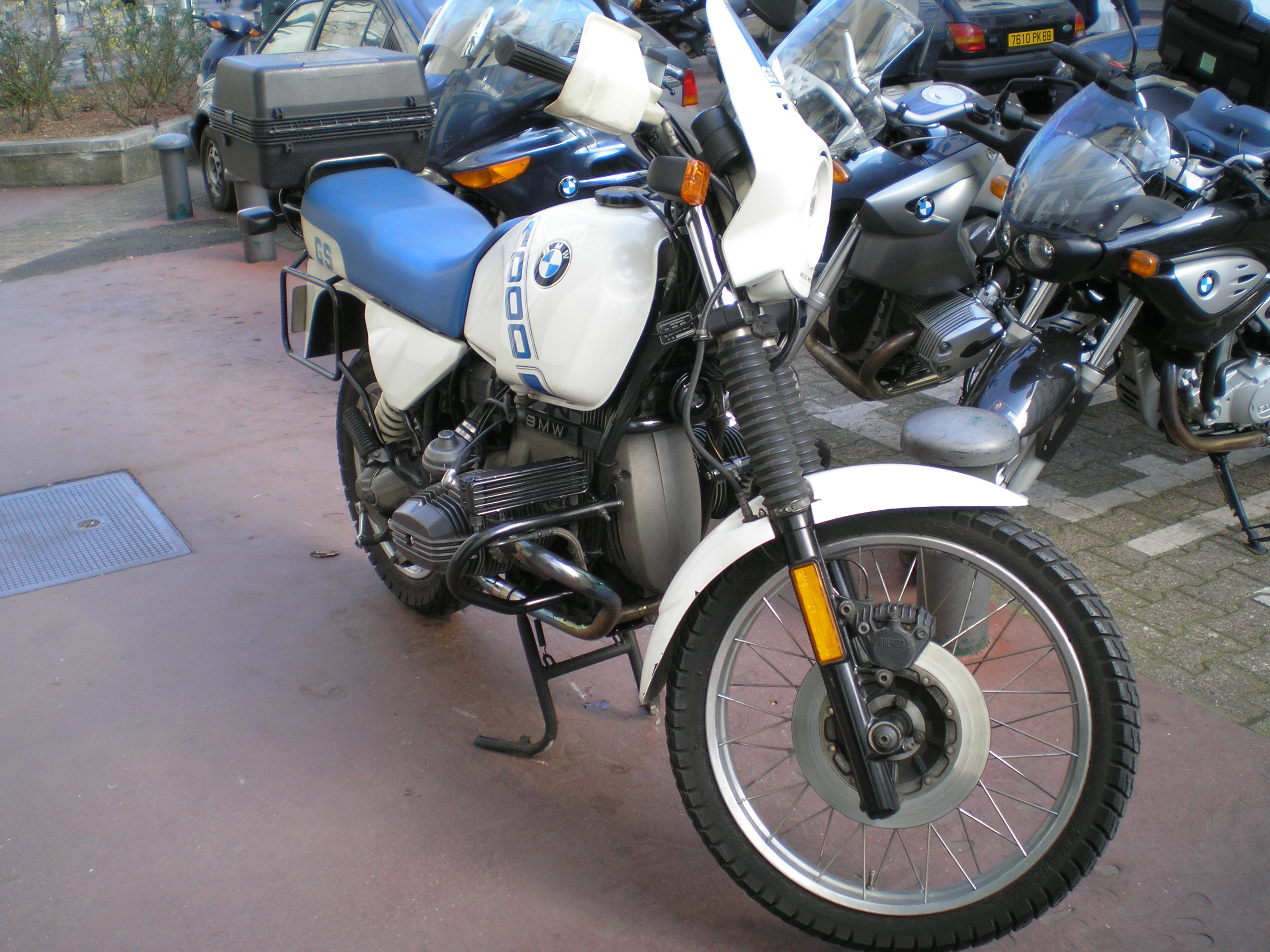
R100GS前期型
（フロントフェンダは純正ではない。）

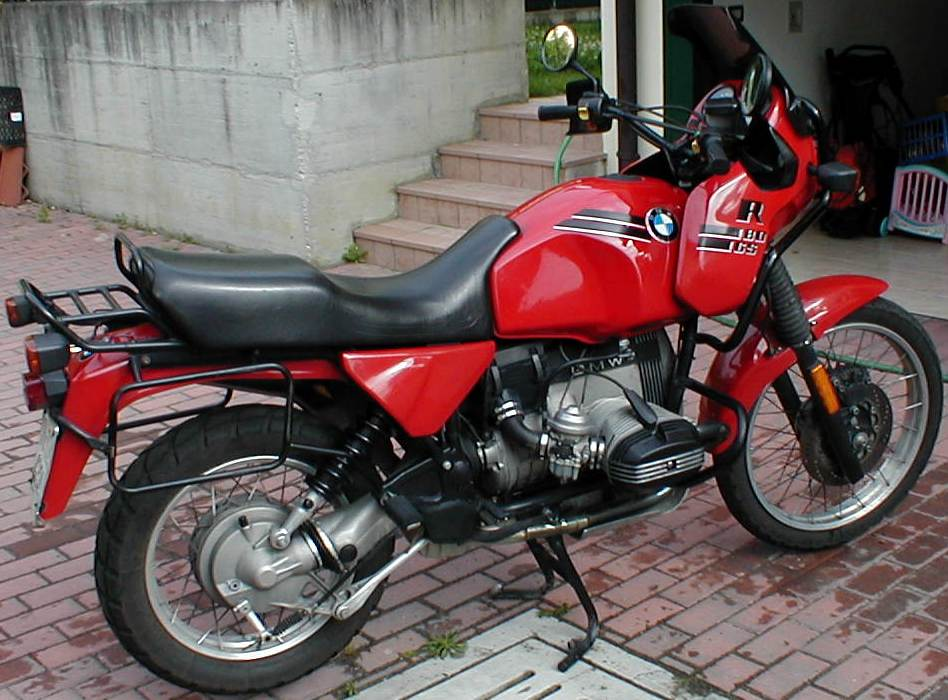
R80GS後期型

BMW・K100をはじめとするKシリーズの発売後RシリーズはR80のみに縮小されていたが、ユーザーの要望により再度ラインナップされるようになった。
再ラインアップによる市場動向は不明のままのリリースであったが，結果ユーザーからの注文は殺到する。

ＲＳシリーズにおける前モデルとの変更点に，リアサスペンションがモノサスとなったことが挙げられるが，この外観上の変更点より，前期モデルを「ツイン（サス・ショック）」後期モデルを「モノ（サス・ショック）」と表現することが多用されている。

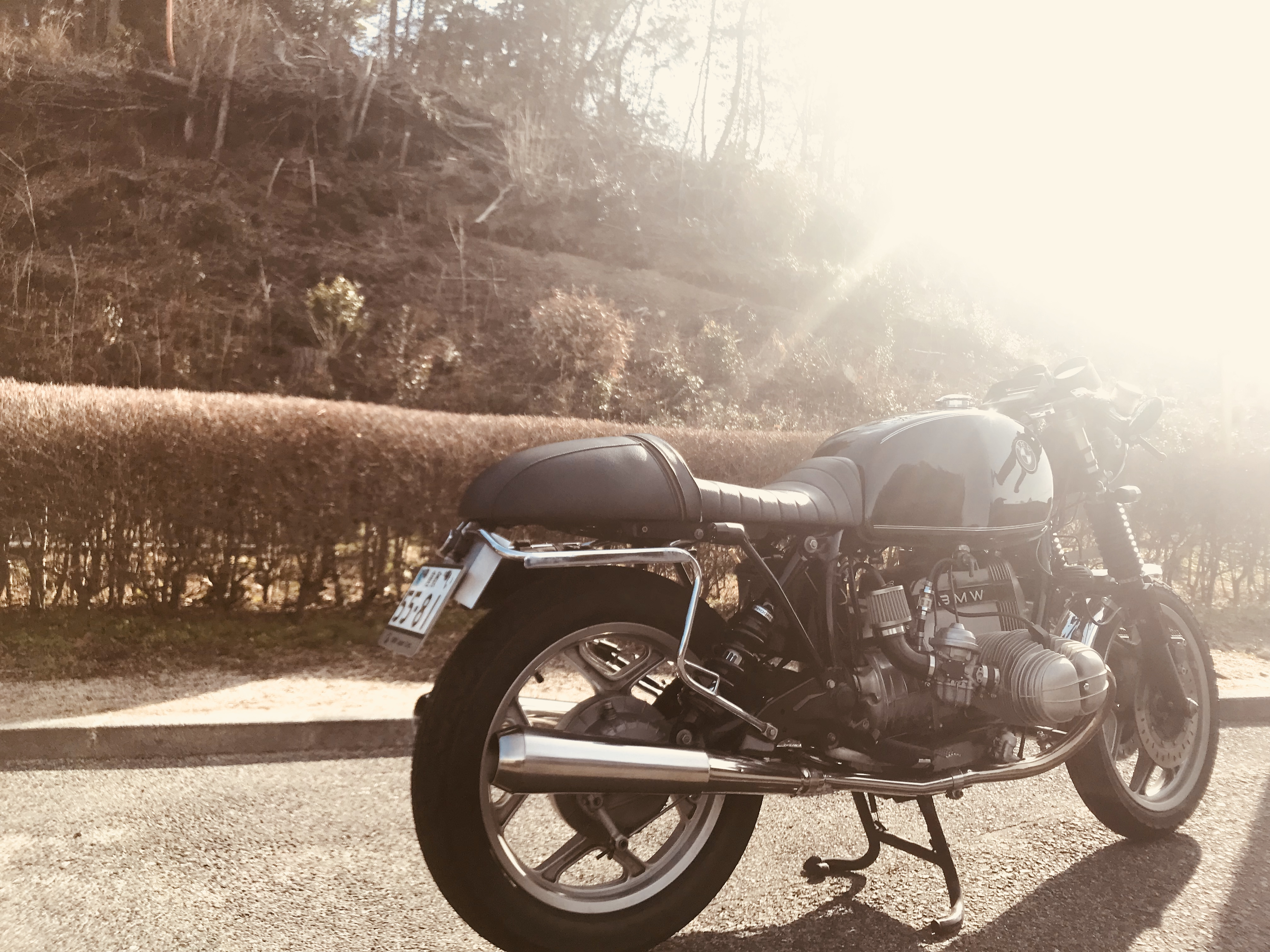
R100RS（モノ）カスタム車両

またエンジンの出力が，前期70ps/7,250rpmから60ps/6,500rpmに変更されたことで，スペック上は出力抑制されているが，これは後期型が常用域である中速の充実を狙った所以である。
- R80（1985年発売） - Kシリーズでも採用された技術を導入しつつ生産が継続された。内径φ84.8mm×行程70.6mmの797cc。50馬力/6,500rpm。
- R100RS（1986年発売） - 内径φ94mm×行程70.6mmの980cc。60馬力/6,500rpmとトルク重視のセッティングに変更されている。キャブレターはビング製。
- R100RT（1987年発売） - ツーリングモデル。

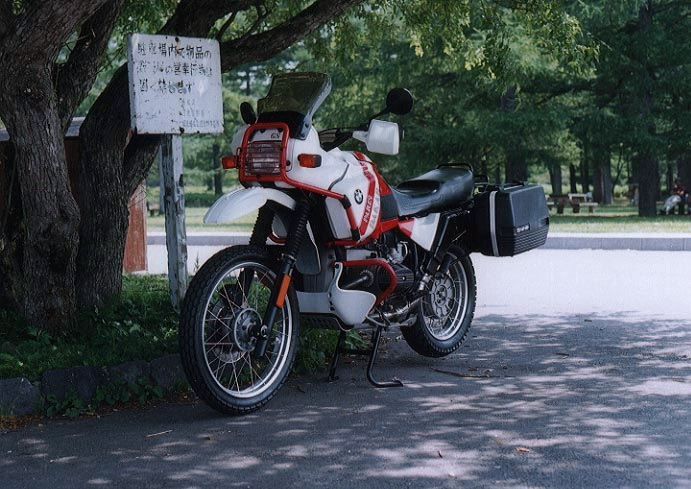
R100GSパリダカール前期型

- R100GSパリダカール前期型R100GS（1987年発売） - デュアルパーパスモデル。リアサスペンションはパラレバー。内径φ94mm×行程70.6mmの980cc。60馬力/6,500rpm。
- R80GS（1987年発売） - R80G/Sのリアサスペンションがパラレバー化された。
- R100GSパリダカール（1988年発売） - R100GSに35Lの燃料タンクを装備したモデル。内径φ94mm×行程70.6mmの980cc。60馬力/6,500rpm。
- R100Rロードスター（1991年発売） - ネイキッドモデル。内径φ94mm×行程70.6mmの980cc。60馬力/6,500rpm。
- R100Rミスティーク（1992年発売） - ネイキッドモデル。内径φ94mm×行程70.6mmの980cc。60馬力/6,500rpm。
- R80GSベーシック（1996年発売）

### R1100/850シリーズ
水平対向2気筒ながら、これまでの伝統であった2バルブでなく4バルブ化されたR259エンジン、通称「オイルヘッド」を搭載した。カムシャフトがヘッド側にあるためOHC（オーバー・ヘッド・カム）と勘違いされやすいが、厳密にはオーバーヘッドではなく「ハイカムOHV」である。カムシャフトが通常のOHVよりヘッド下部の高い位置に配置され、短いプッシュロッドを介してロッカーアームを駆動する。これはホンダCXシリーズでも採用された実績があり、近代においてこのハイカム式OHVを採用した主な理由は「ヘッドの高さの削減」と「吸排気口の最適化」である（ホンダCXは「吸排気口の最適化」のためにハイカムOHVを採用している）。OHV形式を使うことでヘッド全体を捻ることが可能となり、特徴的なヘッドの前方向への傾斜（デザイン性及び吸排気口の最適化のための傾斜）はこのハイカムOHVによって実現されている。
車体について、フロントサスペンションはテレレバーを採用している。リアサスペンションはGSシリーズのパラレバーを全車種に採用した。アンチロックブレーキシステムはABS-IIに進化した。燃料供給はモトロニックインジェクション。
- R1100RS（1993年発売） - 内径φ99mm×行程70.5mmの1,085cc。90馬力/7,250rpm、9.7kgm/5,500rpm。
- R1100GS（1994年発売） - 内径φ99mm×行程70.5mmの1,085cc。80馬力/6,750rpm、9.7kgm/5,250rpm。
- R1100R（1995年発売） - 内径φ99mm×行程70.5mmの1,085cc。80馬力/6,750rpm、9.9kgm/5,250rpm。
- R1100RT（1995年発売） - 内径φ99mm×行程70.5mmの1,085cc。90馬力/7,250rpm、9.9kgm/5,500rpm。
- R850R（1995年発売） - 内径φ87.5mm×行程70.5mmの848cc。70馬力/6,750rpm、7.9kgm/5,500rpm。

### R1150シリーズ
R1100シリーズの内径アップ版。
- R1150GS（1999年発売） - 内径φ101mm×行程70.5mmの1,130cc。
- R1150GSアドベンチャー
- R1150RT
- R1150RS
- R1150R
- R850R（2003年発売）

### R1200シリーズ
R1150シリーズの行程アップ版。GSとRTは2010年よりエンジンがDOHC化された。GSは2013年より水油冷式のDOHCエンジンを採用してフルモデルチェンジした。SとSTは2008年をもって生産・販売を終了している。R nineTは、BMW Motorradの90周年を記念した発売されたシリーズで、90（Ninety）の発音からnineT（ナイン・ティー）が命名された。
- R1200GS（2004年発売) - 内径φ101mm×行程73mmの1,170cc。
- R1200GSアドベンチャー（2005年発売）
- R1200RT（2005年発売）
- R1200R
- R1200S
- R1200ST
- R nineT   (2013年発表)

全てのタイプRTには白バイ仕様（-Pと付く）が設定されている。